# Polystachya setifera
Espèce
Synonymes
- Dendrorchis setifera (Lindl.) Kuntze[1]
- Dendrorkis setifera (Lindl.) Kuntze[1]

Polystachya setifera est une espèce de plantes à fleurs de la famille des Orchidaceae et du genre Polystachya. C'est une orchidée endémique de l'île de Principe, à Sao Tomé-et-Principe.